# Sainte-Marie (Altos Alpes)
Sainte-Marie era una comuna francesa situada en el departamento de Altos Alpes, de la región de Provenza-Alpes-Costa Azul, que el 1 de julio de 2017 pasó a ser una comuna delegada de la comuna nueva de Valdoule al fusionarse con las comunas de Bruis y Montmorin.

## Demografía
| Gráfica de evolución demográfica de Sainte-Marie entre 1800 y 2014 |
|                                                                    |

Los datos demográficos contemplados en este gráfico de la comuna de Sainte-Marie se han cogido de 1800 a 1999 de la página francesa EHESS/Cassini, y los demás datos de la página del INSEE.